# Club Getafe Deportivo
El Club Getafe Deportivo va ser un club de futbol espanyol amb seu a Getafe, una ciutat de l'àrea metropolitana de Madrid. Fundat el 1923 i refundat el 1946, va jugar sis temporades a Segona Divisió, es va dissoldre el 1983 i va ser substituït pel Getafe CF.

## Noms del club
- Sociedad Getafe Deportivo (1923-1924)
- Club Getafe Deportivo Futbol Club (1924-1932)
- Club Getafe Deportivo (1946-1967)
- Club Getafe Kelvinator (1967-1970)
- Club Getafe Deportivo (1970-1983)

## Estadis
- Campo del Aeródromo (1923-1927)
- Campo de la Dehesa de la Chica (1927-1930)
- Camp de la Calle del Vinagre (1930-1932)
- Campo del Regimiento de Artillería (1946-1950)
- Campo de los Sindicatos (1950-1956)
- Camp Municipal de San Isidro (1956-1970)
- Estadi Municipal Las Margaritas (1970-1983)

## Temporada a temporada
| Temporada | Nivell | Divisió       | Lloc    | Copa del Rei |
| --------- | ------ | ------------- | ------- | ------------ |
| 1946/47   | 6      | 2a Cat. Ord.  | 7th     |              |
| 1947/48   | 6      | 2a Cat. Ord.  | 1r      |              |
| 1948/49   | 5      | 2a Cat. Pref. | 1r      |              |
| 1949/50   | 4      | 1a Categoria  | 2n / 5è |              |
| 1950/51   | 4      | 1a Categoría  | 6è      |              |
| 1951/52   | 4      | 1a Categoria  | 8è      |              |
| 1952/53   | 4      | 1a Categoria  | 2n / 2n |              |
| 1953/54   | 4      | 1a Categoria  | 5è      |              |
| 1954/55   | 4      | 1a Categoria  | 6è / 7è |              |
| 1955/56   | 4      | 1a Categoria  | 3r / 4t |              |
| 1956/57   | 4      | 1a Categoria  | 2n / 3r |              |
| 1957/58   | 3      | 3a            | 1r      |              |
| 1958/59   | 3      | 3a            | 10è     |              |
| 1959/60   | 3      | 3a            | 9è      |              |
| 1960/61   | 3      | 3a            | 4t      |              |
| 1961/62   | 3      | 3a            | 5è      |              |
| 1962/63   | 3      | 3a            | 16è     |              |
| 1963/64   | 3      | 3a            | 9è      |              |
| 1964/65   | 3      | 3a            | 13è     |              |

| Temporada | Nivell | Divisió      | Lloc    | Copa del Rei |
| --------- | ------ | ------------ | ------- | ------------ |
| 1965/66   | 3      | 3a           | 6è      |              |
| 1966/67   | 3      | 3a           | 8è      |              |
| 1967/68   | 3      | 3a           | 11è     |              |
| 1968/69   | 4      | 1a Categoria | 3r / 4t |              |
| 1969/70   | 4      | 1a Categoria | 1r / 1r |              |
| 1970/71   | 3      | 3a           | 12è     |              |
| 1971/72   | 3      | 3a           | 14è     |              |
| 1972/73   | 3      | 3a           | 14è     |              |
| 1973/74   | 3      | 3a           | 7è      |              |
| 1974/75   | 3      | 3a           | 2n      |              |
| 1975/76   | 3      | 3a           | 1r      |              |
| 1976/77   | 2      | 2a           | 13è     |              |
| 1977/78   | 2      | 2a           | 16è     |              |
| 1978/79   | 2      | 2a           | 10è     |              |
| 1979/80   | 2      | 2a           | 14è     |              |
| 1980/81   | 2      | 2a           | 13è     |              |
| 1981/82   | 2      | 2a           | 20è     |              |
| 1982/83   | 4      | 3a           | 5è      |              |

- 6 temporades a Segona Divisió
- 18 temporades a Tercera Divisió